# (43783) Sviatitelpiotr
(43783) Sviatitelpiotr es un asteroide perteneciente al cinturón de asteroides, descubierto el 24 de octubre de 1989 por la astrónoma soviética Liudmila Chernyj desde el Observatorio Astrofísico de Crimea (República de Crimea, Rusia). Debe su nombre a San Pedro de Moscú.